# James Earl Rudder

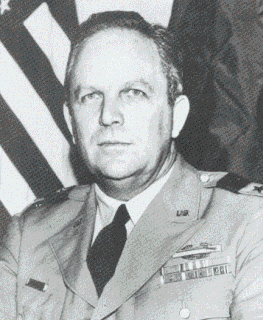
James Earl Rudder im Rang eines Majors Generals

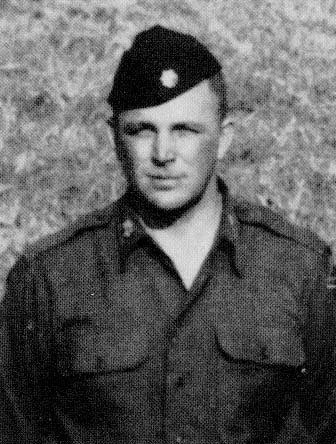
James Earl Rudder

James Earl Rudder (* 6. Mai 1910 in Eden, Texas; † 23. März 1970 in Houston, Texas) war Generalmajor der United States Army, Land Commissioner von Texas und Präsident der Texas A&M University.
Bekanntheit erlangte Rudder im Zweiten Weltkrieg. Dort nahm er mit einem Ranger-Bataillon im Rahmen der Operation Neptune am Morgen des 6. Juni 1944 den Pointe du Hoc in der Normandie ein.
Später bekleidete er verschiedene politische Ämter in Texas. So war er unter anderem Land Commissioner sowie von 1946 bis 1952 Bürgermeister des Ortes Brady. Im Jahr 1959 wurde er Präsident der Texas A&M Universität und 1965 schließlich Präsident des gesamten Texas A&M University Systems.